# Borsczowia aralocaspica
Borsczowia aralocaspica är en amarantväxtart som beskrevs av Aleksandr Andrejevitj Bunge. Borsczowia aralocaspica ingår i släktet Borsczowia och familjen amarantväxter. Inga underarter finns listade i Catalogue of Life.